# Gonzalo Durán

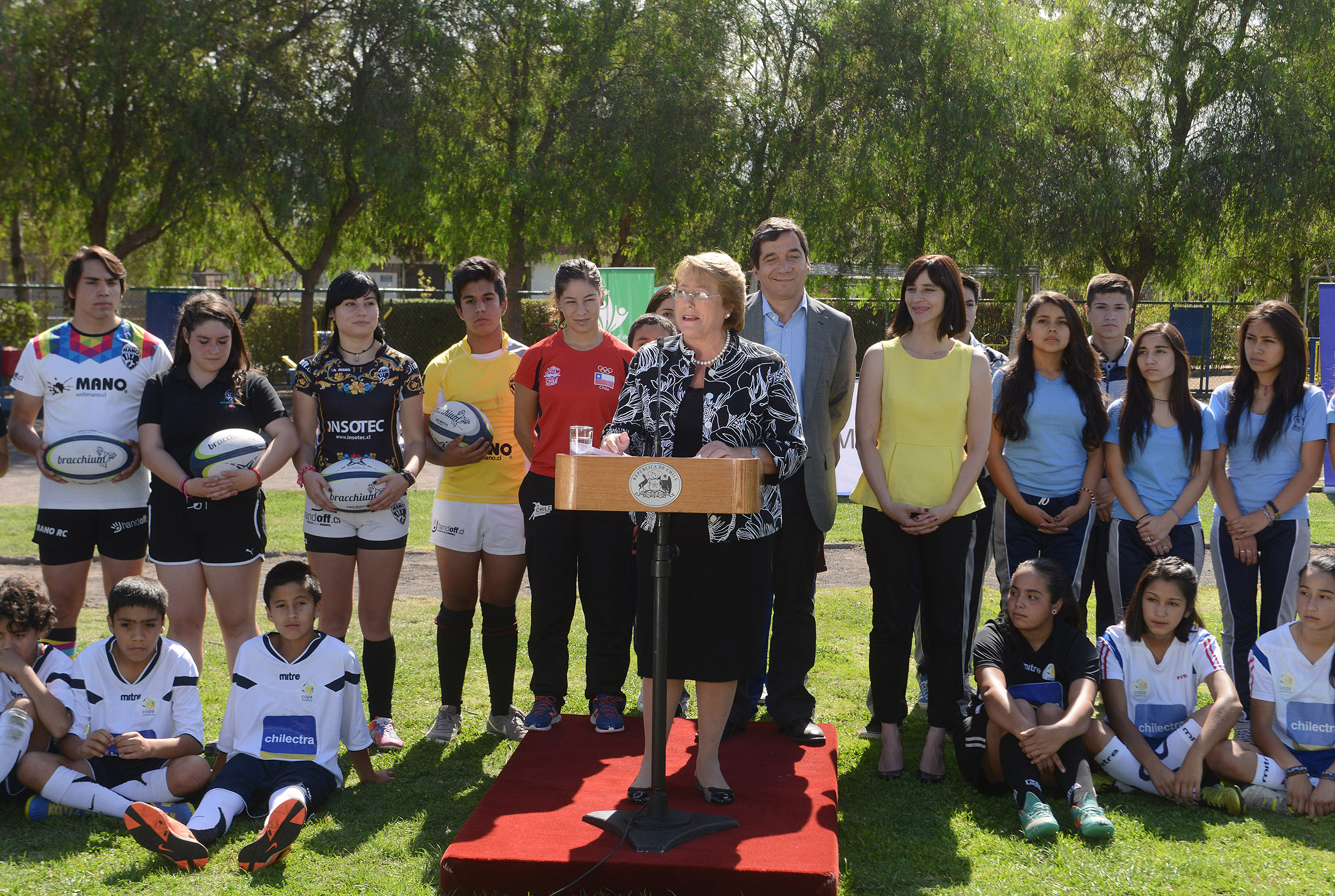
Gonzalo Durán en una actividad junto a la presidenta de ese entonces Michelle Bachelet.

Gonzalo Andrés Durán Baronti (Santiago, 9 de septiembre de 1968) es un político chileno, exmilitante del Partido Socialista (PS), de Convergencia Social (CS) y actual militante del Frente Amplio (FA). Se desempeñó como concejal de la comuna de Independencia en dos períodos consecutivos 1996-2000 y 2000-2004. Desde diciembre de 2012 ejerció como alcalde de la misma comuna, sirviendo tres periodos consecutivos. En 2024 asumió como Delegado Presidencial de la Región Metropolitana de Santiago bajo el gobierno del presidente Gabriel Boric.

## Biografía
Nacido en la ciudad de Santiago, pasó su infancia junto a sus padres Oscar Álvaro Durán Galleguillos y María De La Luz Baronti Barella y abuelos en la comuna de San Miguel.
A los 12 años se trasladó junto con su familia a Ñuñoa, donde luego de terminar la educación básica entró al Liceo 7 de hombres de Ñuñoa. Este período sería determinante en el futuro político de Durán, pues el año 1983, cuando cursaba segundo medio, un compañero de colegio fue asesinado por una golpiza de Carabineros. Esto le produjo un profundo impacto y organizó un acto de conmemoración en el liceo junto con amigos y familiares.
A raíz de este trágico suceso, Durán comenzó a tener un papel activo en el movimiento estudiantil de la Región Metropolitana, donde finalmente terminaría jugando un rol protagónico: fue parte de la Unión de Estudiantes Secundarios (UES); participó en la Coordinadora de Organizaciones de Enseñanza Media (COEM) y luego, junto a otros líderes estudiantiles, constituyó el comité Pro-FESES que daría origen a la nueva Federación de Estudiantes Secundarios de Santiago (FESES).
Los hitos de este período fue la toma del Liceo 12, reivindicación emblemática del movimiento estudiantil y un ícono de la lucha contra la Dictadura militar de Augusto Pinochet, en el que Durán participó como actor de primera línea. Aunque hubo otras, la toma del Liceo 12 en julio de 1985, con más de 350 detenidos y la renuncia del Ministro de Educación de la época, fue, sin duda, la que tuvo mayor significado y simbolismo. Así, años después, los hechos ocurridos ese día, darían origen al premiado documental Actores secundarios, uno de los films más vistos en la historia del cine chileno.
En el año 1988 Durán entró a estudiar filosofía a la Universidad Católica de Valparaíso (UCV). Ahí estuvo hasta que decidió viajar a Europa el año 1989. En Europa vivió de cerca los meses inmediatamente anteriores a la caída del muro de Berlín y toda la convulsión que este proceso estaba causando en materia ideológica, política y social. Esta experiencia le aportó una significativa visión sobre la política y los procesos históricos. Volvió a Chile un año después, en marzo de 1990, en los primeros meses de la naciente democracia.

## Carrera política
En 1991, comenzó a trabajar en la recién fundada comuna de Independencia como jefe de Organizaciones Comunitarias. Un año después se trasladó a vivir a Independencia y cuatro años más tarde, en 1996, fue por primera vez candidato a concejal.
En los dos períodos en que fue concejal -1996 al 2000 y 2000 al 2004- fue uno de los redactores internos del concejo y participó activamente en comisiones que marcaron un hito respecto de cómo ejercían su cargo los concejales, con vista a consolidar una institucionalidad fuerte en cuanto a este rol municipal. También presidió la Comisión de Desarrollo Comunitario, donde promovió con mucha energía la participación activa de todos los vecinos.
El año 2004, Durán fue candidato a alcalde por la comuna. En esa oportunidad obtuvo el 46 % de las votaciones. Luego, a propósito de los resultados de esta elección, trabajó – como profesional con estudios de antropología y egresado de derecho- en otras instituciones, pero siempre en el ámbito público: durante el primer gobierno de Michelle Bachelet fue jefe de gabinete de la subdirección del INJUV, jefe de Seguridad de la Intendencia en el 2007 y, más tarde, jefe de gabinete en la Municipalidad de la Florida. No obstante, siempre se mantuvo vinculado a Independencia.
En el ámbito internacional, se ha desempeñado como observador electoral de la Organización de los Estados Americanos (OEA), y ha participado en procesos electorales de Bolivia y Ecuador.
El 2012 fue candidato a alcalde por Independencia con la convicción  que  podía ser una mejor comuna, con más espacios públicos, más ordenada, más limpia, con mayor resguardo de su patrimonio, en fin, con más progreso y calidad de vida para su gente. En esa oportunidad,  fue a la primaria del Partido Socialista (PS) y luego a la primaria de la Concertación; en ambas ganó y pudo competir como candidato de la Concertación.
Gonzalo Durán fue elegido alcalde de Independencia en noviembre del 2012, con más del 56 % de los votos.
El año 2016 fue reelecto alcalde de Independencia con más del 60 % de los votos y en 2021 ganaría nuevamente la reelección con el 54% de los sufragios. 
En 2020 se integra junto a otros exmilitantes del Partido Socialista al Movimiento Unir, movimiento al que renuncia en octubre de 2022 para integrarse al partido Convergencia Social (CS), que posteriormente pasaría a formar parte del partido Frente Amplio (FA).
El 1 de julio de 2024 es nombrado por el presidente Gabriel Boric en el cargo de Delegado Presidencial de la Región Metropolitana, en reemplazo de su compañera de partido, Constanza Martínez, haciendo efectiva su renuncia al cargo de alcalde de Independencia ese mismo día.

## Historial electoral

### Elecciones municipales de 1996
- Elecciones municipales de 1996, para la alcaldía y concejo municipal de Independencia[8]

(Se consideran sólo candidatos con sobre el 3% de los votos)
| Candidato                   | Pacto                                         | Partido | Votos | %     | Resultado |
| --------------------------- | --------------------------------------------- | ------- | ----- | ----- | --------- |
| Antonio Garrido Mardones    | Unión por Chile                               | RN      | 6.156 | 15,76 | Alcalde   |
| Pedro Cárdenas Cárdenas     | Concertación por la Democracia                | PPD     | 6.064 | 15,53 | Concejal  |
| Margarita Vásquez Contreras | Unión por Chile                               | ILDUD   | 4.388 | 11,24 | Concejal  |
| Luis García Hurtado         | Concertación por la Democracia                | PDC     | 3.893 | 9,97  | Concejal  |
| Dante Yutronic Cavagnaro    | Independientes Progresistas por Centro Centro | ILB     | 3.346 | 8,57  |           |
| Gonzalo Durán Baronti       | Concertación por la Democracia                | PS      | 2.807 | 7,19  | Concejal  |
| América López               | Concertación por la Democracia                | PDC     | 1.950 | 4,99  |           |
| Paul Inostroza Baeza        | Unión por Chile                               | ILDRN   | 1.439 | 3,69  | Concejal  |
| Enrique Durán Fierro        | Unión por Chile                               | ILDUD   | 1.288 | 3,30  |           |
| César Barahona Ortega       | Concertación por la Democracia                | PRSD    | 1.191 | 3,05  |           |

### Elecciones municipales de 2000
- Elecciones municipales de 2000, para la alcaldía y concejo municipal de Independencia[9]

| Candidato                   | Pacto                                      | Partido | Votos  | %     | Resultado |
| --------------------------- | ------------------------------------------ | ------- | ------ | ----- | --------- |
| Antonio Garrido Mardones    | Alianza por Chile                          | RN      | 14.437 | 36,70 | Alcalde   |
| Gonzalo Duran Baronti       | Concertación de Partidos por la Democracia | PS      | 8.006  | 20,35 | Concejal  |
| José Hidalgo Zamora         | Concertación de Partidos por la Democracia | PPD     | 4.433  | 11,27 | Concejal  |
| Margarita Vásquez Contreras | Alianza por Chile                          | UDI     | 3.112  | 7,91  | Concejal  |
| Luis García Hurtado         | Concertación de Partidos por la Democracia | PDC     | 3.069  | 7,80  | Concejal  |
| Paul Inostroza Baeza        | Centro Centro                              | ILD     | 1.391  | 3,54  |           |
| Alejandro Garrido Mardones  | Centro Centro                              | ILD     | 1.377  | 3,50  |           |
| Jorge Rojas Garrido         | La Izquierda                               | PC      | 987    | 2,51  |           |
| Lavinia Paredes Cuadros     | Concertación de Partidos por la Democracia | PRSD    | 623    | 1,58  |           |
| Luis López Donoso           | Centro Centro                              | ILD     | 601    | 1,53  |           |
| Rodrigo Barco Sánchez       | Alianza por Chile                          | RN      | 542    | 1,38  | Concejal  |
| Juana Cruz Segovia          | Alianza por Chile                          | ILB     | 433    | 1,10  |           |
| Marcelo Rodríguez Arriagada | La Izquierda                               | PC      | 322    | 0,82  |           |

### Elecciones municipales de 2004
- Elecciones municipales de 2004, para la alcaldía de Independencia[10]

| Candidato                    | Pacto                          | Partido | Votos  | %     | Resultado |
| ---------------------------- | ------------------------------ | ------- | ------ | ----- | --------- |
| Antonio Garrido Mardones     | Alianza                        | RN      | 17.297 | 48,67 | Alcalde   |
| Gonzalo Durán Baronti        | Concertación por la Democracia | PS      | 16.305 | 45,88 |           |
| Jorge Antonio Burton Aravena | Juntos Podemos                 | PC      | 1.940  | 5,46  |           |

### Elecciones parlamentarias de 2009
- Elecciones parlamentarias de 2009 a Diputado por el distrito 19 (Independencia y Recoleta)[11]

| Candidato                    | Pacto                                            | Partido | Votos  | %     | Resultado |
| ---------------------------- | ------------------------------------------------ | ------- | ------ | ----- | --------- |
| Patricio Hales Dib           | Concertación y Juntos Podemos por más Democracia | PPD     | 39.126 | 38,12 | Diputado  |
| Claudia Nogueira Fernández   | Coalición por el Cambio                          | UDI     | 38.297 | 37,31 | Diputado  |
| Gonzalo Durán Baronti        | Concertación y Juntos Podemos por más Democracia | PS      | 13.329 | 12,99 |           |
| Vlado Mirosevic Verdugo      | Coalición por el Cambio                          | ILB     | 5.148  | 5,02  |           |
| Jorge Pavez Urrutia          | Chile Limpio. Vote Feliz                         | ILD     | 2.485  | 2,42  |           |
| Leonora Zúñiga Fuentes       | Nueva Mayoría para Chile                         | PH      | 1.775  | 1,73  |           |
| Cristopher González Castillo | Nueva Mayoría para Chile                         | ILC     | 1.305  | 1,27  |           |
| Damaris Hernández Muñoz      | Chile Limpio. Vote Feliz                         | MAS     | 1.177  | 1,15  |           |

### Elecciones municipales de 2012
- Elecciones municipales de 2012, para la alcaldía de Independencia[12]

| Candidato                | Pacto                    | Partido | Votos  | %     | Resultado |
| ------------------------ | ------------------------ | ------- | ------ | ----- | --------- |
| Gonzalo Durán Baronti    | Concertación Democrática | PS      | 16.109 | 56,64 | Alcalde   |
| Antonio Garrido Mardones | Coalición                | RN      | 12.333 | 43,36 |           |

### Elecciones municipales de 2016
- Elecciones municipales de 2016, para la alcaldía de Independencia[13]

| Candidato                | Pacto                           | Partido | Votos  | %     | Resultado |
| ------------------------ | ------------------------------- | ------- | ------ | ----- | --------- |
| Gonzalo Duran Baronti    | Nueva Mayoría                   | PS      | 13 463 | 60,13 | Alcalde   |
| Antonio Garrido Mardones | Independientes (Fuera de pacto) | IND     | 5018   | 22,41 |           |
| Rodrigo Barco Sánchez    | Chile Vamos                     | RN      | 3513   | 15,69 |           |
| Mauricio Vargas Soto     | Pueblo Unido                    | PI      | 395    | 1,76  |           |

### Elecciones municipales de 2021
- Elecciones municipales de 2021 para la alcaldía de Independencia[14]

| Candidato                  | Pacto                  | Partido | Votos  | %     | Resultado |
| -------------------------- | ---------------------- | ------- | ------ | ----- | --------- |
| Gonzalo Duran Baronti      | Independiente          | Ind.    | 16 644 | 54,41 | Alcalde   |
| Juan Carlos Gazmuri Barker | Chile Vamos            | Ind.    | 6 888  | 22,52 |           |
| Margarita Garrido Acevedo  | Independiente          | Ind.    | 2 860  | 9,35  |           |
| América López Moris        | Unidos por la Dignidad | DC      | 2 196  | 7,18  |           |
| René Miranda Barrales      | Dignidad Ahora         | PI      | 2 000  | 6,54  |           |